# Per Knut Aaland
Per Knut Aaland (* 5. September 1954 in Innvik, Stryn) ist ein ehemaliger norwegischer Skilangläufer.
Aaland hat sich in seiner aktiven Karriere auf Distanzrennen spezialisiert. Sein internationales Debüt gab er bei den Nordischen Junioren-Skiweltmeisterschaften 1974 im französischen Autrans. Bei den Olympischen Winterspielen 1976 in Innsbruck erreichte er im 50-km-Rennen den sechsten Rang. Der Durchbruch gelang ihm allerdings erst 1977, als er bei den nationalen Meisterschaften den Titel über 50 km gewinnen konnte und als bester Teilnehmer der gesamten Veranstaltung benannt wurde. Über 30 km trat er 1980 bei den Olympischen Winterspielen in Lake Placid, USA, an und erreichte den 16. Platz. Zusammen mit Lars Erik Eriksen, Ove Aunli und Oddvar Brå gewann er die Silbermedaille im Staffelwettbewerb über 4 × 10 km. In den Jahren 1983 und 1987 konnte er insgesamt dreimal den zweiten Platz in Weltcuprennen über 50 km erreichen.
Nachdem Aaland 1987 seine aktive Karriere beendet hatte, war er während der 1990er Jahre als Wachstechniker in norwegischen Skiteams angestellt und beteiligte sich auch danach bei der Entwicklung und Produktion von Skiwachs. Aaland ist gelernter Zimmermann.